# Anastassija Sergejewna Poljanskaja
Anastassija Sergejewna Poljanskaja geb. Jatsenko (russisch Анастасия Сергеевна Полянская; * 5. Februar 1986 in Schowti Wody) ist eine ehemalige ukrainisch-russische Profitriathletin, russische U23-Landesmeisterin des Jahres 2009 sowie Supersprint-Vizelandesmeisterin 2010.

## Werdegang
Anastassija Poljanskaja wuchs in ihrem Geburtsland, der Ukraine, auf und taucht bis 2007 in allen Nicht-ITU-Listen mit ihrem Geburtsnamen Yatsenko (englische Transkription von Яценко; deutsch Jazenko) auf, in den ITU-Listen wurde ihr Name auch rückwirkend durch Poljanskaja ersetzt.
Im Oktober 2009 konnte sie auf Sumatra die Aquathlon-Asienmeisterschaften für sich entscheiden.
In den neun Jahren von 2002 bis 2010 nahm Poljanskaja an 48 ITU-Wettkämpfen teil und erreichte 16 Top-Ten-Plätze, darunter zweimal Gold in Palembang (2009).
2011 ging Poljanskaja, zusammen mit Dmitri Poljanski, dessen jüngerem Bruder Igor Poljanski und dessen Freundin Ljubow Iwanowskaja, in der französischen Clubmeisterschaftsserie Lyonnaise des Eaux für den Verein Saint Raphaël Triathlon an den Start. In die Saison 2011 startete Poljanskaja mit zwei Medaillen: Silber in Santiago und Gold in Valparaíso. Im Juli 2013 wurde sie in Vyborg hinter Valentina Zapatrina Vizestaatsmeisterin auf der Triathlon-Langdistanz.
Seit 2013 tritt Poljanskaja nicht mehr international in Erscheinung.

### Privates
Poljanskaja studierte an der staatlichen Polytechnischen Universität Pensa.
Nach der Heirat mit dem russischen Profitriathleten Dmitri Poljanski (* 1986), dem älteren Bruder von Igor Poljanski (* 1990), trat Poljanskaja 2007 dem russischen Triathlon-Verband bei.
Im Jahr 2008 setzte sie wegen der Geburt ihrer Tochter  ein Jahr aus. Sie lebt seitdem mit ihrem Mann und ihrer gemeinsamen Tochter in Pensa, dem traditionellen Austragungsort der russischen Triathlonmeisterschaften.

## Sportliche Erfolge
| Datum/Jahr    | Rang | Wettbewerb                                       | Austragungsort | Zeit     | Bemerkung                                       |
| ------------- | ---- | ------------------------------------------------ | -------------- | -------- | ----------------------------------------------- |
| 22. Aug. 2012 | 11   | CISM Militär-Weltmeisterschaft Triathlon         | Lausanne       | 02:07:48 |                                                 |
| 30. Aug. 2007 | 5    | ITU Triathlon World Championship U23             | Hamburg        | 02:03:43 | Triathlon-Weltmeisterschaft U23                 |
| 10. Sep. 2005 | 10   | ITU Triathlon World Championship Junior Women    | Gamagōri       | 01:03:27 | Weltmeisterschaft Junioren                      |
| 9. Mai 2004   | 6    | ITU Triathlon World Championship Junior Women    | Madeira        | 01:15:49 | Weltmeisterschaft Junioren                      |
| 18. Apr. 2004 | 38   | ETU Triathlon European Championships             | Valencia       | 02:07:40 | Europameisterschaft auf der olympischen Distanz |
| 21. Juni 2003 | 15   | ETU Triathlon European Championship Junior Women | Karlsbad       | 01:12:09 | Junioren-Europameisterschaft                    |
| 9. Nov. 2002  | 16   | ITU Triathlon World Championship Junior Women    | Cancún         | 01:03:51 | Junioren-Weltmeisterschaft                      |
| 6. Juni 2002  | 14   | ETU Triathlon European Championship Junior Women | Győr           | 01:10:38 | Junioren-Europameisterschaft                    |

| Datum/Jahr    | Rang | Wettbewerb                                         | Austragungsort | Zeit     | Bemerkung                               |
| ------------- | ---- | -------------------------------------------------- | -------------- | -------- | --------------------------------------- |
| 20. Juli 2013 | 2    | RUS Long Distance Triathlon National Championships | Vyborg         | 04:52:59 | Vizestaatsmeisterin auf der Langdistanz |

| Datum/Jahr    | Rang | Wettbewerb                   | Austragungsort | Zeit     | Bemerkung   |
| ------------- | ---- | ---------------------------- | -------------- | -------- | ----------- |
| 10. Okt. 2009 | 1    | Aquathlon-Asienmeisterschaft | Palembang      | 00:25:17 | auf Sumatra |

(DNF – Did Not Finish)